# Самгородок (Винницкая область)
Са́мгородок (укр. Самгородок) — село на Украине, находится в Хмельникском районе Винницкой области.
Код КОАТУУ — 0521486803. Почтовый индекс — 22163. Телефонный код — 4342.
Занимает площадь 1,25 км². Ранее являлся (до 28.11.1957 года) районным центром Самгородоцкого района.

## Религия
В селе действует храм Апостола и Евангелиста Иоанна Богослова Казатинского благочиния Винницкой епархии Украинской православной церкви.

## Известные люди
- Попелянский, Яков Юрьевич (1917—2003) — советский невропатолог, заслуженный деятель науки РФ, почётный член Евро-Азиатской академии медицинских наук.
- Кочерга, Анатолий Иванович (род. 1947) — оперный певец, народный артист СССР (1983).
- Мазур, Юрий Александрович (род. 1965) — заслуженный юрист Украины.

## Адрес местного совета
22163, Винницкая область, Казатинский р-н, с. Самгородок, ул. Мира, 48а, тел. 3-52-45; 3-52-42; 35-3-55.